# دراگون کپیتال
دراگون کپیتال (انگلیسی: Dragon Capital) شرکت خدمات مالی ویتنامی است، که در سال ۱۹۹۴ تأسیس شد.